# Бронза Леванте

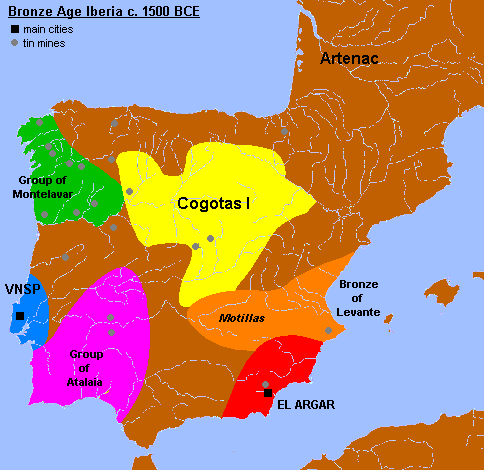
Бронза Леванта около 1500 г. до н. э.

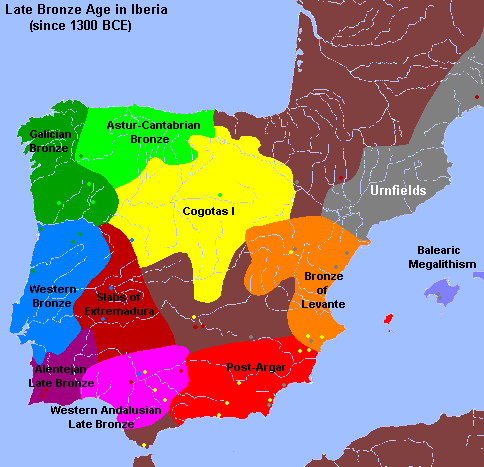
Бронза Леванта после 1300 г. до н. э.

Бронза Леванте (исп. Bronce de Levante) — наименование протоиберской археологической культуры, занимавшей территорию современной автономной области Валенсия во 2-м тыс. до н. э. (испанский Левант) Существовала одновременно с Аргарской культурой; последняя оказала на левантскую культуру заметное влияние.
В период 1500—1300 гг. до н. э. представители данной культуры колонизировали Ла-Манчу и оставили в ней военные сооружения, известные как мотилья.